# Mecaphesa devia
Mecaphesa devia là một loài nhện trong họ Thomisidae.
Loài này thuộc chi Mecaphesa. Mecaphesa devia được Willis J. Gertsch miêu tả năm 1939.